# بدران الشقران
بدران الشقران (19 يناير 1974-) لاعب كرة قدم أردني سابق كان يلعب في صفوف نادي الرمثا قبل أن ينتقل إلى اتحاد الرمثا أثناء الانتقالات الشتوية لموسم 2008–2009. لعب في نادي كماز الروسي عامين من 1995-1996 ثم عاد للرمثا عام 1997 شارك في العديد من البطولات الكروية مع المنتخب الأردني ابرزها الدورة الرياضية العربية التاسعة دورة الحسين عام 1999 حيث نال البطولة وهداف البطولة أيضا برصيد ثمانية اهداف ويعدها احترف في نادي الصفاقسي التونسي لمدة عام ثم إلى نادي الوكرة القطري.
رغم صغر سنه، إلا أن المدرب محمد باكير قام باستدعاء بدران لتمثيل المنتخب في العام 1990، وتواصلت دعواته من قبل المدربين عزت حمزة، محمد أبو العوض، اليوغسلافي برانكو، فاكاشين، وأخرهم محمود الجوهري، وتمكن الشقران من تسجيل 42 هدفا للمنتخب الوطني في 70 مباراة، ليكون الهداف التاريخي للمنتخب. وكان الشقران هدافا للتصفيات المؤهلة إلى نهائيات آسيا 2002 في عهد الجوهري، وتأهل المنتخب الأردني وقتها إلى النهائيات وخرج في المباراة أمام منتخب اليابان بفارق ركلات الترجيح.
شكل بدران الشقران منظومة متجانسة مع رفاقه بفريق الرمثا في تلك الحقبة، إلى جانب الحارس أحمد أبو ناصوح، هاني الحمزة، مراد الحوراني، راتب الداود، فايز بديوي، سليم ذيابات، خالد العقوري، بلال اللحام، منور الهربيد، محمد الخزعلي وموفق أبو هضيب، حيث حملوا على عاتقهم لواء النادي في الاستحقاقات المحلية، وشارك الرمثا خلال الفترة من 1989-2004، ورغم رحلاته الاحترافية الكثيرة، إلا انه كان يعود دائما لنادي الرمثا.
برزت موهبته بشكل أكبر كمهاجم بارع وقناص في صفوف المنتخب الأردني، قبل أن يعود ويحترف في صفوف الوكرة القطري ليكون بذلك اللاعب الأردني الوحيد الذي احترف اللعب في ثلاث قارات آسيا وأفريقيا وأوروبا.
ولم للشقران أن لعب على المستوى المحلي لفريق غير فريقه الرمثا باستثناء مرة واحدة لعب خلالها لفريق الوحدات على سبيل الإعارة في بطولة الأندية الآسيوية. أعلن اعتزاله اللعب على المستوى الدولي عقب نهاية مشوار المنتخب الأردني في نهائيات كأس آسيا التي أقيمت في العاصمة الصينية بكين.
اتجه الشقران لعالم التدريب واشرف على تدريب المنتخب الاولمبي الأردني، الذي خاض تصفيات اولمبياد لندن 2012.

## حياته

### طفولته نشأته
ولد بدران الشقران في 19 ينايرعام 1974، بدأ ممارسة كرة القدم في سن العاشرة من خلال الحي الشعبي الذي يقطن به في الرمثا، حيث كانت تنظم وقتها بطولة، وفي سن 13 عاما شارك في دوري المدارس، حيث احرز 3 بطولات على مستوى الشمال، ثم التحقت بصفوف منتخب مدارس الشمال.
وفي عام 1986 كان هناك حديث عن حاجة نادي الرمثا إلى لاعبين تحت سن "16" للخضوع إلى اختبارات فذهب إلى النادي، حيث اخبره مدربو النادي وقتها بأن لديهم فكرة عن امكانياته الفنية من خلال مشاركته مع منتخب المدارس، فسجل في النادي ولعب مع سن "16" وحصل الفريق على المركز الرابع في الدوري، وسجل 16 هدفاً، وفي موسم 1987 فاز الفريق بلقب الدوري. وعندما انتهى الدوري تم ترفيعه إلى فريق تحت سن 9"، وشارك في نفس الوقت مع فريق تحت سن 16.
اكتشفه المدرب مأمون العزايزة الذي كان هو أول من دربه في سن تحت "16" في نادي الرمثا، ثم أستاذ التربية الرياضية في مدرسة ابن حزم حسين الشقران الذي فاز معه ببطولة الدوري. انضم بدران سريعا لصفوف فريق الناشئين، ليكون النجم المنتظر من قبل المدرب العراقي جبيل فرطوس، الذي عمل على ضم الشقران لصفوف الفريق الأول للرمثا في العام 1989 وهو لم يكمل 16 عاما.

## مسيرته الرياضية

### البطولات العربية والمحلية
في عام 1988 تم اختياره للالتحاق بالفريق الأول للنادي، وكانت أول مباراة رسمية له مع الفريق في موسم 1989، حيث ذهب إلى معسكر تدريبي في العراق، إضافة إلى المشاركة في تصفيات أندية آسيا، وفاز الفريق على اليرموك اليمني 3 ـ 1، وخسر أمام الزوراء العراقي 2 ـ صفر، وتأهل إلى البطولة الآسيوية التي انسحب الفريق منها لعدم توفر الامكانيات.
في عام 1990 تم اختياره للانضمام إلى المنتخب الوطني الأول للمشاركة في تصفيات كأس العالم 1994، ثم تم استبعاده من قبل المدرب محمد باكير بعد شهرين فقط، وعاد بعد ذلك إلى نادي الرمثا للمشاركة في البطولات المحلية، ولعب بعد ذلك في تصفيات الأندية الآسيوية أبطال الكأس عام 1991، حيث فاز الفريق على الأهلي البحريني وظفار العماني ومايفان الإيراني ثم النصر السعودي وحصل على المركز الثالث كأول انجاز تاريخي.
وبقي في صفوف الرمثا لغاية عام 1994، حيث حصل الفريق على بطولتين للدرع ومرة واحدة للكأس، وتم اختياره ككابتن للمنتخب الأولمبي للمشاركة في تصفيات أولمبياد أتلانتا 1996، وذهب إلى معسكر تدريبي في روسيا ولعب الفريق مباراة ضد فريق كاماز الروسي، الذين اعجبوا بآدائه فعرضوا عليه الاحتراف معهم فوافق ووقع العقد بعد نهاية المعسكر لمدة موسمين.
وسجل بدران في الموسم الأول مع الفريق الروسي 7 أهداف، وفي الموسم الثاني 10 أهداف وحصل الفريق على المركز الرابع في ترتيب الدوري الأمر الذي أهله للمشاركة في تصفيات دوري أبطال أوروبا من خلال دورة «الانترتو» وتأهل إلى المرحلة الثانية من الأدوار التمهيدية والتي خرج منها على يد فريق «غانغان» الفرنسي. وقدم النادي الروسي عرضا له لمواصلة اللعب معهم الا أنه رفض لأسباب خاصة.
وفي دورة الحسين 1999 توج هدافاً للبطولة، وبعد نهاية البطولة وصله عرضان من ناديين تونسيين هما الأفريقي الذي اشترط عليه الخضوع لاختبارات فنية قبل التوقيع على العقد، والصفاقسي الذي قبل عرضهم لأنهم أرادوا توقيعه على عقد الاحتراف الذي يمتد لموسمين دون الحاجة إلى إجراء اختبارات فنية، وفعلا وقع على العقد، ولم يلعب سوى موسم واحد فقط.
عام 2001 طلبه نادي الوحدات للعب على سبيل الإعارة ضمن صفوفه للمشاركة في بطولة الأندية الآسيوية أبطال الدوري ضد الشباب السعودين فتعادل ذهاباً في الرياض 2 ـ 2 وسجل هدفاً، وخسر الفريق ايابا في عمان بهدف.
وفي عام 2002 لعب للوكرة القطري لمدة شهر فقط على سبيل الإعارة، ثم عام 2004 مع المحرق البحريني، ثم عاد للرمثا وبقي فيه لغاية منتصف عام 2008، وانتقل إلى اتحاد الرمثا، حيث كان آخر موسم له في الملاعب.

### الإحتراف
يعتبر بدران الشقران، أول لاعب أردني يحترف كرة القدم خارج الوطن، فقد احترف في صفوف كاماز الروسي لموسمين، وشارك مع الفريق في التصفيات الأوروبية، وحقق معه المركز الرابع في العهدة الثانية، وتمكن من تسجيل 9 أهداف مع الفريق الروسي، وعاد بعدها للرمثا لموسم واحد، قبل أن يحترف في صفوف الصفاقسي التونسي لموسمين، بيد أنه لم يكمل سوى نصف المدة، وتأهل مع الفريق التونسي إلى نهائي كأس تونس، وحقق مع الصفاقسي وصافة الدوري، ليرجع مرة أخرى لنادي الرمثا حيث استمر معه لموسمين قبل أن يستقبل عقد احتراف مع فريق المحرق البحريني في العام 2003 برفقة بشار بني ياسين، فيما كان حسونة الشيخ يحترف مع فريق الرفاع البحريني في ذات الفترة، كما تمت اعارته لمدة شهر إلى فريق الوكرة القطري في العام 2002. حقق الشقران مع المحرق البحريني، بطولة كأس الملك ووصيف الدوري مسجلا 3 أهداف.
اعتبر بدران الشقرات تجربة الأحتراف مع نادي كاماز الروسي هي الأفضل في مسيرته الرياضية لأنها صقلته واستفاد منها ووضعت القواعد والأسس الصحيحة لمسيرته الكروية، اما الأسوأ فكانت مع نادي الصفاقصي التونسي.

### رحلته في التدريب
حصل بدران الشقران على الشهادات التدريبية، فحصل على دورة C، وحصل بعدها على دورة B، وبعدها على دورة A، وكان مساعدا للمدير الفني لمنتخب الشباب في الشمال محمد العبابنة، قبل أن يتم استدعاؤه من قبل المدير الفني للمنتخب الأولمبي علاء نبيل ليكون مساعده كمدرب عام للمنتخب الأولمبي.
وبعد ذلك، قام المدير الفني لمنتخب الناشئين بيبرت كغدو بإستدعاء الشقران ليكون مساعدا له لمنتخب الناشئين، ثم عمل مساعدا للمدير الفني لمنتخب الناشئين الكابتن عبد الله القططي، وكان المنتخب قاب قوسين أو أدنى من التأهل إلى النهائيات الآسيوية، لولا الخسارة غير المتوقعة أمام اليمن، فغادر المنتخب التصفيات من الباب الضيق، وكذلك غادر الجهاز الفني من ذات الباب. وعلى صعيد تدريب فرق الأندية، كان الشقران مساعدا للمدير الفني بشار بني ياسين في تدريب نادي السرحان، وأخيرا عمل مساعدا للمدير الفني لفريق معان عماد خانكان في نادي معان، خلال الفترة التحضيرة لإنطلاقة دوري المحترفين قبل توقفه.

### الإنجازات
حقق بدران الشقران لقب درع الاتحاد مع الرمثا في موسم 2001، ونال كأس الاتحاد البحريني العام 2002، ووصيف لقب كأس الأردن مع الرمثا 1999، ووصيف كأس الكؤوس العام 1996، ووصيف بطل الدوري البحريني العام 1996، وحقق ذهبية الكرة في الدورة العربية 1999، مسجلا 8 أهداف للمنتخب الوطني.
يعتبر بدران الشقران هدافا بالفطرة، وكان ينافس في كل مواسمه على لقب الهداف، ففي كل مواسمه كان يسجل من 9-13 هدفا، وكان يفصله هدف أو هدفين عن لقب الهداف، بيد ان اهدافه العديدة لفريق الرمثا لم يجر إحصائها، ونال الشقران لقب هداف الدورة العربية 1999 “دورة الحسين”، بعد أن سجل هدفين في مباراة المنتخب الوطني أمام العراق التي تقدم فيها المنتخب 4-0، قبل أن يحقق العراق التعادل 4-4، ويفوز المنتخب الوطني وقتها بفارق ركلات الترجيح.

### المشاركات المحلية والعربية
شارك بدران الشقران في صفوف الوحدات في بطولة الأندية العربية لأبطال الدوري السادسة عشرة 1999، كما انضم لصفوف الوحدات وقتها كل من مهند محادين، هيثم الشبول وبشار بني ياسين، وكان الوحدات ضمن فرق المجموعة الأولى إلى جانب الشباب السعودي والسالمية الكويتي ووداد تلمسان الجزائري، وسجل بدران هدفا في تلك المجموعة ونال ركلة جزاء في مباراة الشباب السعودي، أهدرها مراد عوينة، وحل الوحدات بالمركز الثالث في تلك المجموعة.

## إعتزاله
في 1 نوفمبر 2004 أعلن بدران الشقران اعتزاله اللعب الدولي مع المنتخب الوطني لكرة القدم واستمراره في الدفاع عن الوان الرمثا في البطولات المحلية. وفي العام 2006 اعتزل الشقران اللعب، حيث تم إجراء مباراة اعتزال له في العام 2016 امام المنتخب السعودي في الدورة الودية التي جرت في عمان.

## روابط خارجية
- بدران الشقران على موقع قاعدة بيانات كرة القدم.إي يو (الإنجليزية)
- بدران الشقران على موقع ناشيونال فوتبول تيمز (الإنجليزية)
- بدران الشقران على موقع Soccerway.com (الإنجليزية)
- بدران الشقران على موقع كووورة